# Nabiralka zvezd
Nabiralka zvezd je peti studijski album slovenske pop rock skupine Tabu, ki je izšel 15. aprila 2016 pri založbi Universal Music Records. Je prvi album skupine, na katerem poje Eva Beus. Naslov se navezuje na istoimenski kip Črta Valenčaka, ki stoji pred Rdečo dvorano v Velenju. Valenčak je sodeloval tudi pri snemanju albuma; na pesmi "Nabiralka zvezd" igra glasbilo didgeribone.

## Ozadje
Skupina se je marca 2015 po osmih letih skupnega dela ločila od pevke Tine Marinšek. Ona je kot razlog za to navedla »razlike v pogledih na glasbo in delovanje znotraj skupine.« Preostali člani so začeli iskati novo vokalistko in že ob koncu marca razglasili, da bo njihova nova pevka takrat 20-letna Eva Beus. Bila je njihova prva izbira.
Novembra 2015 je izšla pesem "Greva dol" kot prvi glasbeni singl z novega albuma. Na YouTube kanalu skupine je bil objavljen tudi "making of" snemanja videospota te pesmi. Marca 2016 pa so preko Facebook strani razglasili, da bo aprila izšel album z naslovom Nabiralka zvezd, še pred tem pa, da bodo 24. marca objavili nov singl, "Do kosti". Videospot je režiral Jure Dostal. Pred izdajo singla pa so se na Facebook strani vsak dan spominjali do tedaj izdanih videospotov, začenjajoči z "Dobro vilo".
Aprila sta pred izidom izšla še sva promocijska singla, "Na konec sveta" 1. aprila in "Nabiralka zvezd" 8. aprila. Pesmi je bilo možno kupiti preko raznih spletnih trgovin, kot sta Google Play in iTunes trgovina.
Julija je izšla kot singl pesem "Prvi zadnji" z videospotom, ki prikazuje skupino v rock and roll slogu 50-ih oz. 60-ih let. Novembra je izšel še video z besedilom pesmi "Vile in pirati", ki jo je "Iztok Melanšek posvetil svoji petletni hčerki Izi, zagotovo pa se lahko v njej najde vsakdo, ki je že začutil moč starševske brezpogojne ljubezeni [sic]".

## Seznam pesmi
Vse pesmi je napisal Iztok Melanšek, razen kjer je to navedeno; vse pesmi je uglasbil  Tomaž Trop.
| Št.             | Naslov                         | Besedilo                                    | Dolžina |
| --------------- | ------------------------------ | ------------------------------------------- | ------- |
| 1.              | „Do kosti‟                     |                                             | 3:41    |
| 2.              | „Na konec sveta‟               |                                             | 4:25    |
| 3.              | „Nabiralka zvezd‟              |                                             | 4:22    |
| 4.              | „Trikrat na led‟               |                                             | 3:22    |
| 5.              | „Prvi zadnji‟                  |                                             | 3:16    |
| 6.              | „Čakamo da poči‟               |                                             | 2:45    |
| 7.              | „Lunin svet‟                   |                                             | 3:55    |
| 8.              | „Greva dol‟                    | Trop, Primož Štorman, Aleš Beriša, Eva Beus | 3:21    |
| 9.              | „Dete‟                         |                                             | 3:39    |
| 10.             | „Vile in pirati (Pismo očeta)‟ |                                             | 4:33    |
| 11.             | „Danko in Lola‟                |                                             | 3:02    |
| Skupna dolžina: | Skupna dolžina:                | Skupna dolžina:                             | 40:24   |

## Zasedba
Tabu
- Eva Elena Beus — vokal
- Tomaž Trop — kitara
- Iztok Melanšek — bas kitara
- Primož Štorman — bobni
- Aleš Beriša — klaviature, orkestracija

Ostali glasbeniki
- Matej Javoršek — tolkala
- Sandra Feketija — spremljevalni vokal (8)
- Hana Beus — spremljevalni vokal (5)
- Sara Jeremič — spremljevalni vokal (5)
- Lara Jankovič — govor (1)
- Črt Valenčak — didgeribone

Tehnično osebje
- Žarko Pak — produkcija, aranžmaji
- Zed Smon — miksanje (v Earthtone office studio)
- Jean-Pierre Chalbos — mastering (v La source mastering France)
- Sašo Papp — fotografiranje
- Matjaž Škufca — oblikovanje